# Carl Hilpert
Carl Hilpert, nemški general, * 12. september 1888, Nürnberg, † 1. februar 1947, Moskva.

## Napredovanja
- Fahnenjunker-Gefreiter (1. oktober 1907)
- Fahnenjunker-Unteroffizier (17. oktober 1907)
- Fähnrich (11. februar 1908)
- poročnik (26. maj 1909)
- nadporočnik (19. maj 1915)
- stotnik (14. december 1917)
- major (1. junij 1929)
- podpolkovnik (1. oktober 1933)
- polkovnik (1. september 1935)
- generalmajor (1. april 1939)
- generalporočnik (1. november 1940)
- general pehote (1. september 1942)
- generalpolkovnik (7. maj 1945)

## Odlikovanja
- viteški križ železnega križa (1999.; 22. avgust 1943)
- viteški križ železnega križa s hrastovimi listi (542.; 8. avgust 1944)
- nemški križ v zlatu (19. februar 1943)
- 1914 železni križec I. razreda (18. oktober 1916)
- 1914 železni križec II. razreda (7. oktober 1914)
- Kgl. Bayer. Prinz-Regent-Luitpold Jubiläums-Medaille
- Kgl. Bayer. Militär-Verdienstorden IV. Klasse mit Schwertern
- Ehrenkreuz für Frontkämpfer
- Wehrmacht-Dienstauszeichnung IV. bis I. Klasse
- Medaille zur Erinnerung an den 13.03.1938
- Medaille zur Erinnerung an den 01.10.1938
- Spange zum EK I (16. april 1940)
- Spange zum EK II (20. april 1940)
- Wehrmachtbericht (18. avgust 1944, 9. maj 1945)
- Ärmelband Kurland